# Trespass (album)
1970. október 23-án jelent meg a Genesis második albuma, a Trespass. Ez az együttes egyetlen albuma John Mayhew dobossal – és az utolsó Anthony Phillips gitárossal. A folkos-progresszív rockos hangzás komoly stílusbeli váltás az előző albumhoz képest, a következő albumok vázlatának tekinthető.
A dalok a korábbiaknál hosszabbak, komplexebbek, több jól elkülöníthető részből állnak. Az album hangulata a „vidéki Anglia” légkörét idézi, ami a korszak többi progresszív-rockzenekarának munkáira is jellemző volt. Ennek érdekében fontos szerepe van a több sávon felvett 12 húros akusztikus gitároknak, a tiszta énekharmóniáknak, a fuvolának és más akusztikus hangszereknek, valamint a Hammond orgonán és Mellotronon játszott lágy futamoknak. Ezt az érzést erősíti a visszafogott dobjáték, bár a többiek elégedetlenek voltak Mayhew képességeivel. Helyére az album felvétele és Phillips távozása után Phil Collins került.
Az albumról azonban nem hiányoznak a dinamikusabb részek sem. Peter Gabriel hangja erőteljes, lélekkel teli, különösen a Stagnation végén, melyben Tony Banks egy orgonaszólót is játszik. A The Knife durva és bombasztikus, ebben Mike Rutherford torzított hangú basszusgitárt használ. A dal a koncertek állandó záródarabja lett, módosított szöveggel az 1973-as Genesis Live című albumra is felkerült.
Bár az album nem volt anyagilag sikeres, a kritikusok dicsérték. 1984-es újrakiadásakor a brit listán a 98. helyig jutott.
2007 végére-2008 elejére tervezik az album kétlemezes, SACD/DVD kiadásának megjelenését új 5.1-es és sztereó keveréssel.

## Az album dalai
Minden dalt Tony Banks, Peter Gabriel, Anthony Phillips és Mike Rutherford írt, kivéve, ahol a szerzők jelölve vannak.
1. Looking for Someone – 7:07 (dalszöveg: Gabriel)
2. White Mountain – 6:46 (dalszöveg: Banks)
3. Visions of Angels (Anthony Phillips) – 6:54
4. Stagnation (Peter Gabriel – Anthony Phillips – Mike Rutherford) – 8:51 (dalszöveg: Gabriel)
5. Dusk – 4:14
6. The Knife (Tony Banks – Peter Gabriel) – 9:00 (dalszöveg: Gabriel)

## Közreműködők
- Peter Gabriel – ének, fuvola, ütőhangszerek
- Anthony Phillips – gitár, vokál
- Tony Banks – billentyűs hangszerek, gitár, vokál
- Mike Rutherford – basszusgitár, gitár, vokál
- John Mayhew – dob, ütőhangszerek, vokál